# Srđani
Srđani är en ort i Bosnien och Hercegovina.   Den ligger i entiteten Federationen Bosnien och Hercegovina, i den centrala delen av landet, 90 km väster om huvudstaden Sarajevo. Srđani ligger 883 meter över havet och antalet invånare är 327.
Terrängen runt Srđani är kuperad. Närmaste större samhälle är Tomislavgrad, 5,0 km väster om Srđani. 
Trakten runt Srđani består till största delen av jordbruksmark. Runt Srđani är det ganska tätbefolkat, med 93 invånare per kvadratkilometer.